# Le Port, Réunion
Le Port là một xã thuộc tỉnh Réunion.